# Coronel Martínez
Coronel Martínez é um distrito do Paraguai, localizado no departamento de  Guairá.

## Transporte
O município de Coronel Martínez é servido pelas seguintes rodovias:
- Caminho em pavimento ligando a cidade de Villarrica ao município de Paraguarí (Departamento de Paraguarí)[1][2][3]